# 마르탱 푸르카드
마르탱 푸르카드(프랑스어: Martin Fourcade, 프랑스어 발음: [maʁtɛ̃ fuʁkad], 1988년 9월 14일~)는 프랑스의 전직 바이애슬론 선수이다. 올림픽에서 금메달 6개, 은메달 1개, 세계 선수권 대회에서 금메달 13개, 은메달 10개, 동메달 5개를 획득했고, 바이애슬론 월드컵에서 종합 우승 7회 달성했다.
2010년 동계 올림픽과 2014년 동계 올림픽에서 금메달 2개와 은메달 2개를 획득했으며 2018년 동계 올림픽에서는 12.5km 추적과 15km 매스스타트에서 금메달을 목에 걸었고, 혼성 계주 경기에서 프랑스의 마지막 주자로 나서 1시간 08분 34초 3으로 가장 먼저 결승선을 통과하여 대회 첫 3관왕이 되었다. 이로써 푸르카드는 2014년 소치 대회 금메달 2개를 포함, 통산 5개의 올림픽 금메달을 획득하여 동계와 하계를 통틀어 프랑스 최다 금메달 선수가 되었다.

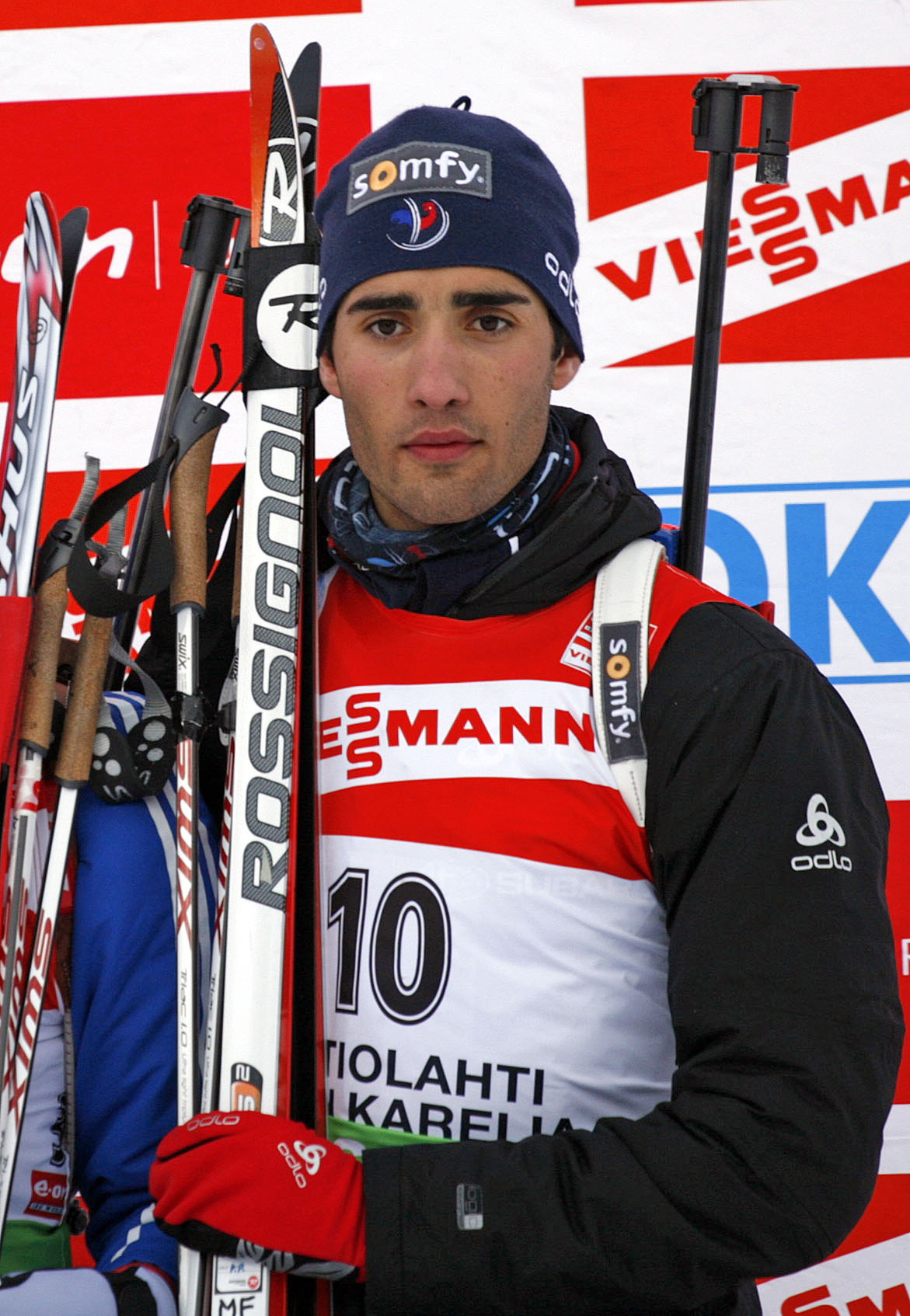
2010년 3월 콘티오라흐티에서 열린 월드컵 당시의 푸르카드

## 같이 보기
- 올림픽 다관왕 목록